# 毗伽可汗
毗伽可汗，或作苾伽可汗（古突厥文：𐰋𐰃𐰠𐰏𐰀𐰴𐰍𐰣，拉丁轉寫：Bilge qaγan；684年？—734年）， ，名默矩，或稱默棘连，古突厥人，出身阿史那氏，是突厥第二汗國（后突厥、后东突厥）的第四任可汗。「毗伽」是突厥语中可汗常用的尊称之一，但由于《毗伽可汗碑》的发现，现多指后东突厥的此位可汗。

## 生平
毗伽可汗为后突厥创立者骨咄禄之子，任突厥左贤王。697年，担任大度设，史籍作右厢察，又作“小杀”。随其叔默啜征战，出兵二十五次、身经十三战，立功。716年，后突厥可汗默啜死，毗伽可汗之弟右贤王阙特勤起兵杀默啜之子移涅可汗，于716年奉兄长默棘连即位，称毗伽可汗。
毗伽可汗继位后，为巩固统治，任阙特勤为左贤王，总掌军事，任用默啜时衙官暾欲谷为谋臣，招纳离散的部众，并于720年围中国唐朝北庭，侵扰甘州、凉州，与唐将卢公利战于删丹，打败唐朝的征讨大军，重振突厥汗国。暾欲谷认为“唐主英武，民和年丰”，不可为敌，毗伽可汗遂在大胜之后向唐求和，“请父事天子”。改变默啜可汗战和相兼之策。718年、721年、722年屡次遣使言和，724年，四次遣使请和亲。727年，吐蕃约毗伽可汗合攻唐朝，毗伽可汗不但拒绝，还派遣大臣梅录啜将这一情报及时通知唐朝，得到唐玄宗的赞赏，两国遂建立良好关系，获允在受降城通市，互相开展贸易。每年获帛数十万匹，使突厥益强。以妹嫁给黠戛斯可汗，娶突骑施可汗之女为儿媳，又以女嫁突骑施苏禄可汗，结好邻邦。在位期间，也多次与周邻诸部征战。720年，征拔悉密，掠羊马数万及降唐之凉州契苾部。721年、722年，征契丹、奚等族，730年，联合契丹伐奚，攻伐重点是突厥旧时属部。731年，阙特勤死，唐朝派专使吊唁，并派画师协助突厥立《阙特勤碑》。
毗伽可汗在位十九年，大漠南北再次出现“蕃汉百姓，皆得一处，养畜资生，种田米作”的景象。734年，毗伽可汗为权臣梅录啜毒杀，在毒发之前成功复仇杀死梅录啜，尽灭其党。唐玄宗遣使吊祭，并为他树碑立庙。突厥人以突厥文书写碑文，与汉碑同立，即著名的《毗伽可汗碑》。

## 家庭
可賀敦（皇后）
- 骨咄禄婆匐可敦（暾欲谷的女兒）
- 可登

兒子
- 伊然可汗
- 登利可汗
- 某可汗
- 某可汗

女兒
- 大洛公主